# 京成盃グランドマイラーズ
京成盃グランドマイラーズ（けいせいはいグランドマイラーズ）は千葉県競馬組合が船橋競馬場ダート1600メートルで施行する地方競馬（南関東公営競馬）の重賞競走である。格付けはSI。京成電鉄から優勝杯の提供を受けて冠名が取られている。

## 概要
実質的な前身競走は1989年に準重賞競走として創設された「グランドマイラーズ」。だが、冠名の「京成盃」はさらに以前より中距離の準重賞競走として行われていた。なお、当レースの創設と同時に2競走とも廃止となっている。1997年に船橋競馬場ダート1600メートルの南関東重賞 (G3) 競走として第1回が施行される。施行時期は6月または10 - 11月でたびたび変更されている。2006年のみ「京成盃スカイライナースプリント」という名称でダート1000メートルで施行された。2007年から南関東重賞格付け表記がSIIIに変更された。2021年に南関東重賞格付けがSIIIからSIIに格上げ、出走条件が3歳上から4歳上に変更、さらに施行時期が6月から4月に変更となり、かしわ記念のトライアル競走となった。2022年からは3月に施行されている。2025年よりSIに格上げと共に、負担重量も定量にそれぞれ変更されている。

### 条件・賞金等（2025年）
出走資格
サラブレッド系4歳以上、南関東所属。
- フルゲートは14頭。川崎マイラーズの優勝馬と報知グランプリカップの2着以上の馬に優先出走権がある。

負担重量
定量。57kg、牝馬2kg減（クラス分けに関しては日本の競馬の競走体系を参照）。
賞金額
1着3,100万円、2着1085万円、3着620万円、4着310万円、5着155万円。
副賞
京成電鉄株式会社賞、開催執務委員長賞、また船橋競馬生産牧場賞がある
優先出走権付与
2着以上の馬にかしわ記念の優先出走権が付与される。

## 歴代優勝馬
| 回数   | 施行日         | 優勝馬             | 性齢 | 所属 | タイム | 優勝騎手   | 管理調教師 | 馬主                       |
| ------ | -------------- | ------------------ | ---- | ---- | ------ | ---------- | ---------- | -------------------------- |
| 第1回  | 1997年6月26日  | キクノウイン       | 牡4  | 船橋 | 1:39.0 | 秋田実     | 石川忠良   | 中薹惠二                   |
| 第2回  | 1998年11月25日 | サプライズパワー   | 牡4  | 船橋 | 1:39.9 | 石崎隆之   | 川島正行   | 舛添要一                   |
| 第3回  | 1999年11月17日 | アローセプテンバー | 牡4  | 船橋 | 1:37.9 | 左海誠二   | 北川亮     | 柳谷泰蔵                   |
| 第4回  | 2000年6月28日  | ユニティステージ   | 牝5  | 大井 | 1:38.7 | 張田京     | 大山二三夫 | 山口総業（株）             |
| 第5回  | 2001年11月23日 | ハセノガルチ       | 牡7  | 船橋 | 1:40.5 | 石崎隆之   | 出川克己   | 長谷川文夫                 |
| 第6回  | 2002年11月6日  | ネームヴァリュー   | 牝4  | 船橋 | 1:39.0 | 佐藤隆     | 川島正行   | 富岡眞治                   |
| 第7回  | 2003年12月10日 | エスプリシーズ     | 牡4  | 川崎 | 1:39.6 | 森下博     | 武井榮一   | 依田泰雄                   |
| 第8回  | 2004年11月17日 | トミケンマイルズ   | 牡4  | 船橋 | 1:38.6 | 張田京     | 岡林光浩   | （有）トミケン             |
| 第9回  | 2005年11月23日 | ベルモントストーム | 牡4  | 船橋 | 1:40.3 | 石崎隆之   | 出川克己   | （有）ベルモントファーム   |
| 第10回 | 2007年6月19日  | ナイキアディライト | 牡7  | 船橋 | 1:39.3 | 内田博幸   | 川島正行   | 小野スミ                   |
| 第11回 | 2008年6月11日  | コアレスデジタル   | 牡8  | 船橋 | 1:38.6 | 左海誠二   | 川村昭男   | 小林昌志                   |
| 第12回 | 2009年10月28日 | セレン             | 牡4  | 船橋 | 1:39.9 | 石崎隆之   | 佐藤賢二   | 山口美樹                   |
| 第13回 | 2010年6月9日   | ディアーウィッシュ | 牡6  | 船橋 | 1:38.5 | 今野忠成   | 出川克己   | 依田貢                     |
| 第14回 | 2011年6月22日  | ディアーウィッシュ | 牡7  | 船橋 | 1:40.8 | 今野忠成   | 出川克己   | 依田貢                     |
| 第15回 | 2012年6月20日  | マグニフィカ       | 牡5  | 船橋 | 1:38.9 | 的場文男   | 川島正行   | 吉田照哉                   |
| 第16回 | 2013年6月19日  | セイントメモリー   | 牡6  | 大井 | 1:38.7 | 本橋孝太   | 月岡健二   | 内海正章                   |
| 第17回 | 2014年6月18日  | トーセンアドミラル | 牡7  | 船橋 | 1:39.1 | 川島正太郎 | 川島正行   | 島川隆哉                   |
| 第18回 | 2015年6月17日  | ソルテ             | 牡5  | 大井 | 1:39.5 | 吉原寛人   | 寺田新太郎 | （株）フロンティア・キリー |
| 第19回 | 2016年6月22日  | レガルスイ         | 牡5  | 船橋 | 1:39.7 | 石崎駿     | 矢野義幸   | （株）Nicks                |
| 第20回 | 2017年6月21日  | リアライズリンクス | 牡7  | 浦和 | 1:41.0 | 的場文男   | 小久保智   | 飯田訓大                   |
| 第21回 | 2018年6月20日  | キングガンズラング | 牡4  | 船橋 | 1:39.2 | 石崎駿     | 矢野義幸   | （株）バスター             |
| 第22回 | 2019年6月19日  | ベンテンコゾウ     | 牡5  | 船橋 | 1:39.6 | 御神本訓史 | 川島正一   | 大久保和夫                 |
| 第23回 | 2020年6月17日  | カジノフォンテン   | 牡4  | 船橋 | 1:39.2 | 張田昂     | 山下貴之   | 吉橋興生                   |
| 第24回 | 2021年4月8日   | カジノフォンテン   | 牡5  | 船橋 | 1:38.1 | 張田昂     | 山下貴之   | 吉橋興生                   |
| 第25回 | 2022年3月24日  | スマイルウィ       | 牡5  | 船橋 | 1:40.5 | 矢野貴之   | 張田京     | 組）SRT                    |
| 第26回 | 2023年3月16日  | ゴールドホイヤー   | 牡6  | 川崎 | 1:43.8 | 山崎誠士   | 岩本洋     | 岡田初江                   |
| 第27回 | 2024年3月7日   | ギガキング         | 牡6  | 船橋 | 1:39.5 | 和田譲治   | 稲益貴弘   | （株）Heroレーシング       |
| 第28回 | 2025年3月11日  | フォーヴィスム     | 牡7  | 川崎 | 1:40.5 | 吉原寛人   | 内田勝義   | （有）キャロットファーム   |

出典：南関東4競馬場公式「京成盃グランドマイラーズ競走優勝馬」

### 京成盃スカイライナースプリントの歴代優勝馬
| 回数  | 施行日         | 優勝馬             | 性齢 | 所属 | タイム | 優勝騎手 | 管理調教師 | 馬主   |
| ----- | -------------- | ------------------ | ---- | ---- | ------ | -------- | ---------- | ------ |
| 第1回 | 2006年11月15日 | グローリーウイナー | 牡5  | 船橋 | 59.5   | 酒井忍   | 川島正行   | 坂英樹 |

出典：南関東4競馬場公式「京成盃スカイライナースプリント競走優勝馬」